# Теофіпольська селищна територіальна громада

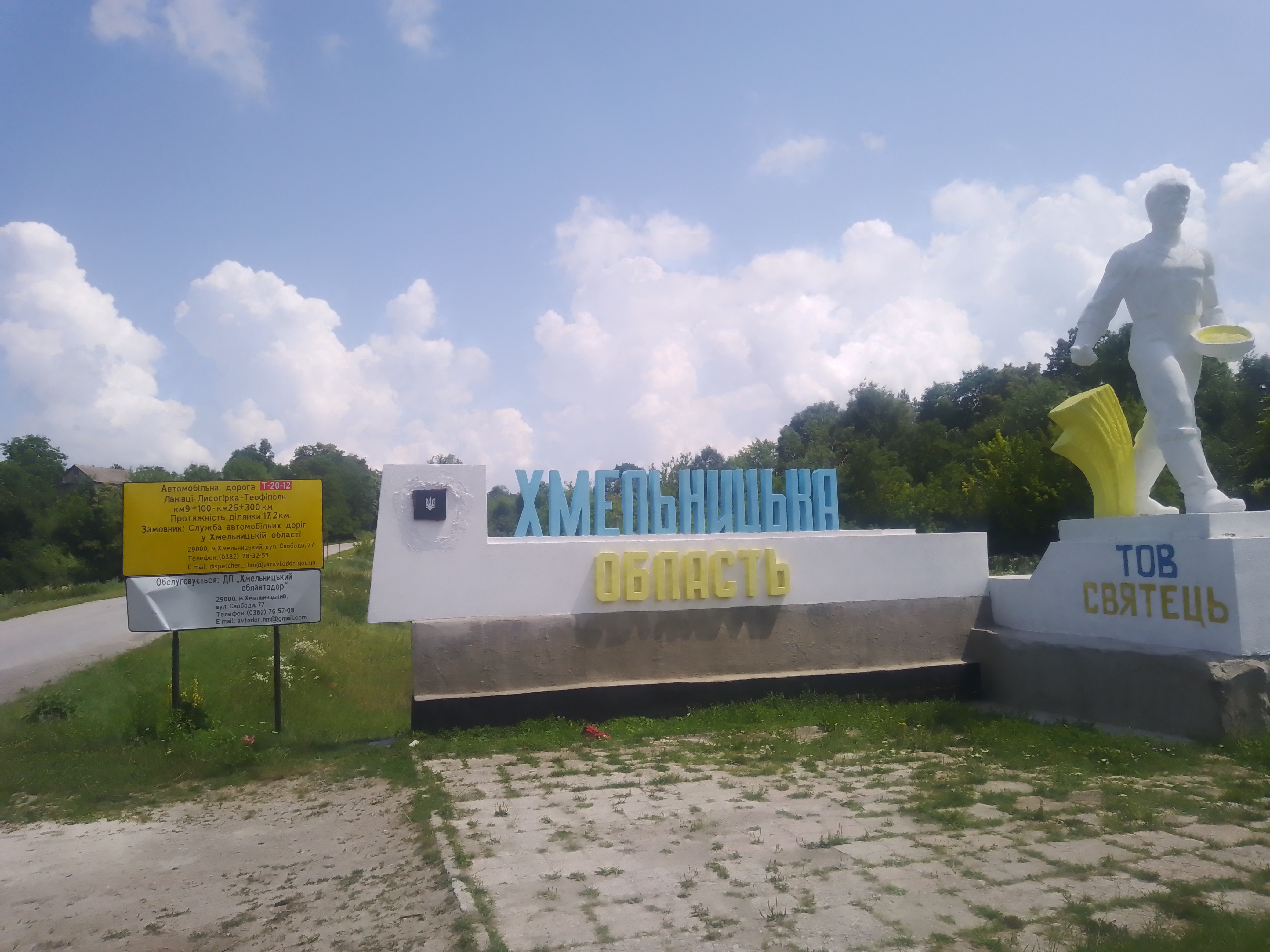
Дороговказ між селами Осники (Лановецька ТГ) та Лисогірка (Теофіпольська ТГ)

Теофіпольська селищна територіальна громада — територіальна громада в Україні, у Хмельницькому районі Хмельницької області. Адміністративний центр — селище Теофіполь.
Площа громади — 787,131 км², населення — 25 802 особи (2019).
Утворена 12 червня 2020 року шляхом об'єднання всіх сільських та селищних рад і Новоставецької сільської громади Теофіпольського району.
Громада займає всю територію колишнього Теофіпольського району.
19 липня 2020 року, в результаті адміністративно-територіальної реформи та ліквідації Теофіпольського району, село увійшло до складу новоутвореного Хмельницького району.

## Населені пункти
До складу громади входять 55 населених пунктів — 2 селища (Базалія, Теофіполь) і 53 села:
- Антонівка
- Бережинці
- Борщівка
- Василівка
- Великий Лазучин
- Вовківці
- Волиця
- Волиця-Польова
- Воронівці
- Гаврилівка
- Гаївка
- Гальчинці
- Дмитрівка
- Єлизаветпіль
- Заруддя
- Ільківці
- Карабіївка
- Караїна
- Колісець
- Колки
- Коров'є
- Котюржинці
- Кривовілька
- Кузьминці
- Кунча
- Лисогірка
- Лідихівка
- Лютарівка
- Майдан-Петрівський
- Малий Лазучин
- Малі Жеребки
- Мар'янівка
- Медисівка
- Михиринці
- Михнівка
- Немиринці
- Новоіванівка
- Новоставці
- Олійники
- Ординці
- Підліски
- Поляхова
- Рідка
- Романів
- Святець
- Слуцьке
- Строки
- Троянівка
- Турівка
- Турщина
- Червоне
- Човгузів
- Шибена